# Mauser C78
O Mauser C78 — também conhecido como M78 Oberndorf — é um revólver de ação simples fabricado pela empresa Mauser em Oberndorf am Neckar no final do século XIX. Foi o primeiro revólver alemão a ser produzido em massa para cartuchos modernos de fogo central. Também era chamado de "zig-zag" em referência ao projeto do tambor de seis tiros com ranhuras em zigue-zague e estava disponível em vários calibres de 6 mm a 11 mm.

## História

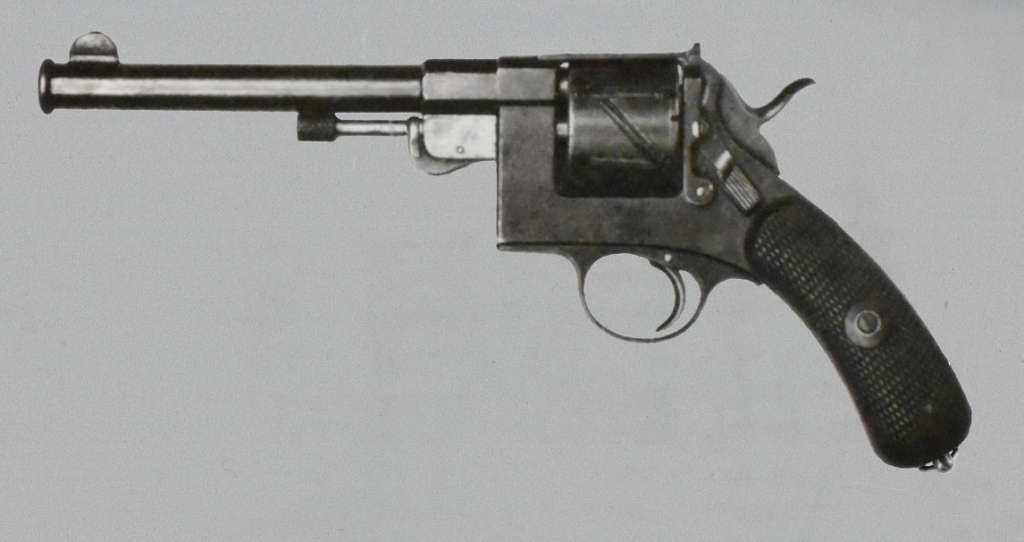
Revólver Mauser C78, 1º modelo de armação sólida

Projetado por Paul Mauser sob a designação de fábrica Construktion 1878 (C78), este revólver foi seu primeiro projeto de arma de fogo. O revólver zig-zag C78 original tinha uma estrutura sólida e uma trava de carregamento. Foi desenvolvido como modelo de teste para os testes alemães de 1879, a fim de fornecer a primeira arma de fogo militar alemã a disparar cartuchos de latão modernos e substituir os revólveres anteriores de cartuchos Lefaucheux.
Apesar de ser uma arma eficiente e bem acabada, os irmãos Mauser tentaram vendê-la ao exército alemão, especialmente ao exército do Reino de Württemberg, sem muito sucesso. Em 1879, foram realizadas avaliações de diferentes revólveres alemães, mas a proposta foi rejeitada por considerar o tambor em "zigue-zague" muito complexo para ser fabricado. Os militares alemães optaram pelo M1879 Reichsrevolver, desenvolvido pela Spangenberg & Sauer, Suhl (hoje J. P. Sauer & Sohn) e posteriormente fabricado por diversas empresas. O Mauser C78 foi adquirido apenas por alguns soldados.

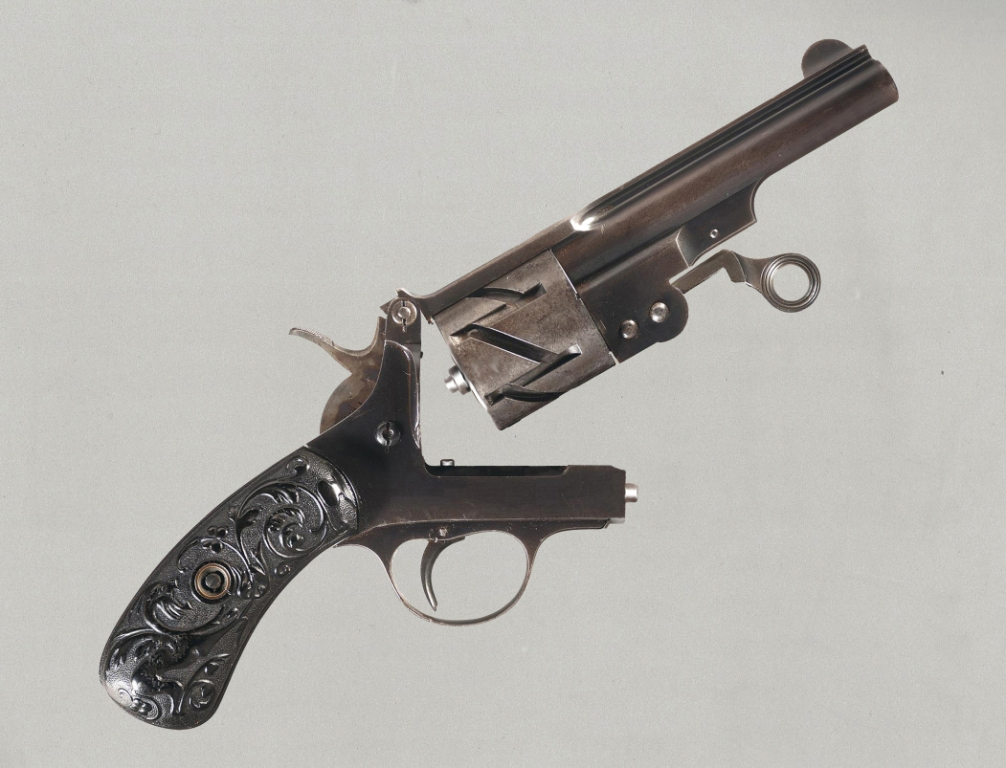
2º modelo do Mauser M78, aberto

Mais tarde, o projeto evoluiu para um sistema de ação basculante para cima, além de incluir uma versão de rifle com estrutura sólida. Em 1886, foi introduzida uma versão aprimorada de 9 mm com estrutura articulada.
Em 1896, o C78 foi substituído pela pistola semiautomática Mauser C96, mas muitos dos revólveres mais antigos permaneceram em uso até depois da Primeira Guerra Mundial.

## Projeto

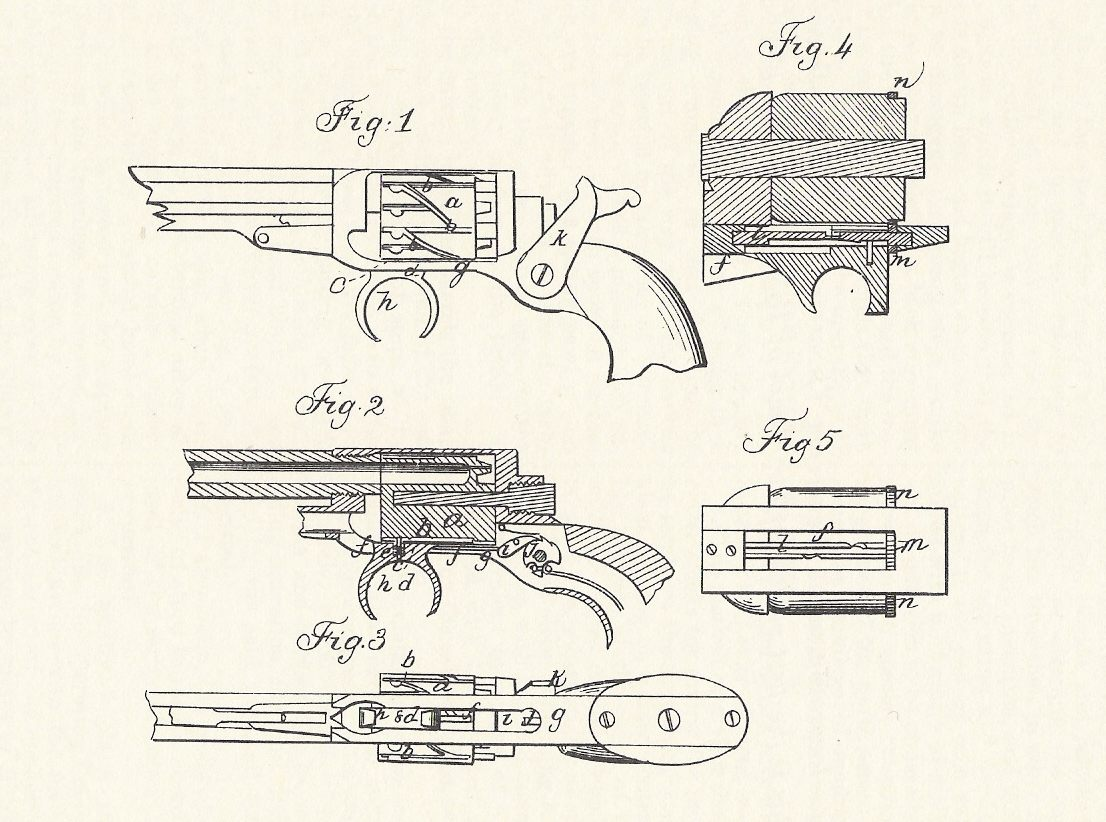
Patente de E.K. Roots de 1855 para rotação do tambor. O Mauser C78 utiliza o mesmo princípio.

Os primeiros modelos C78 desenvolvidos eram revólveres de ação simples (Hahnspanner). Possuíam uma armação fechada que era carregada através de uma porta traseira. Essa armação fechada também foi posteriormente utilizada na fabricação de rifles de caça para caça de animais de pequeno porte.
Modelos posteriores, como o antigo Smith & Wesson Model 1, eram fabricados com uma armação articulada. Ao contrário do Smith & Wesson, a junta não era fixada na parte frontal acima do tambor, mas sim na parte traseira, e o tambor não precisava ser removido para descarregar e recarregar. Como revólveres de seis tiros, eram fabricados com gatilho de ação simples ou dupla em calibres entre 5,6 mm Flobert e cartuchos de fogo central de até 11 mm. O estojo era ejetado por meio de um anel ejetor operado manualmente; nos modelos posteriores, isso era feito automaticamente ao ser aberto.

### Função de rotação do tambor
O revólver C78 possuía um dispositivo de rotação especial para o tambor. Ao contrário da maioria dos outros revólveres, ele não era girado por uma coroa dentada na extremidade traseira do tambor, mas por uma haste de tração conectada ao cão por um came na extremidade traseira. Ranhuras retas e inclinadas são fresadas na superfície externa do tambor. Quando o gatilho é armado, o came se encaixa na ranhura inclinada e gira o tambor um sexto, para a próxima câmara. Ao disparar, o cão avança, o acessório desliza para trás na ranhura reta, o tambor permanece na posição de disparo e o cartucho é acionado.
Este sistema de rotação do tambor foi desenvolvido em 1855 por E. K. Root, um funcionário de Samuel Colt (US Patent No. 13,999, Dec. 25, 1855, E.K. Root, Revolver) e aplicado aos protótipos do "Revólver Colt Root". De 1901 a 1924, o sistema foi usado no revólver semiautomático Webley-Fosbery fabricado pela Webley & Scott Company em Birmingham.